# Dialium holtzii
Dialium holtzii é uma espécie vegetal da família Fabaceae.
Pode ser encontrada nos seguintes países: Quénia, Moçambique e Tanzânia.